# Kopyta (województwo wielkopolskie)
Kopyta – wieś w Polsce położona w województwie wielkopolskim, w powiecie śremskim, w gminie Brodnica.
W latach 1975–1998 miejscowość administracyjnie należała do województwa poznańskiego.
Wieś położona na południe od Brodnicy przy drodze wojewódzkiej nr 310 (Czempiń - Głuchowo), znajduje się tutaj skrzyżowanie z drogą powiatową nr 4067 do Nowego Gołębina.